# Championnat d'Angleterre de snooker amateur
Le championnat d'Angleterre de snooker amateur est une compétition annuelle de snooker se déroulant en Angleterre. Ce tournoi est considéré comme le plus prestigieux et le mieux doté des compétitions amateur en Angleterre.

## Historique
Créé en 1916, soit 11 ans avant le championnat du monde de snooker, ce tournoi est actuellement le plus ancien des tournois de snooker au monde. Parmi les vainqueurs de l'épreuve, cinq sont devenus champions du monde par la suite : John Pulman, Ray Reardon, John Spencer, Terry Griffiths et Stuart Bingham. Certains finalistes sortant ont eux aussi été champions du monde : Joe Johnson, John Parrott et Ronnie O'Sullivan.